# براون سوییس (نژاد گاو)
براون سوییس (انگلیسی: Brown Swiss cattle) یا براون سوییس آمریکایی یکی از نژادهای گاو شیری آمریکایی است. این نژاد از خانواده‌ی برانوی که مربوط منطقه‌ی آلپ در اروپا است، منشا می‌گیرد؛ اما به طور قابل ملاحظه‌ای از آن جدا شده است. براون سوییس به صورت گزینشی به منظور ویژگی‌های شیردهی زادگیری شد، در حالیکه این نژاد برای مصرف گوشتی و یا ورزا مناسب نیست. در سال ۲۰۱۳، میزان تولید شیر در این نژاد ۱۰۲۳۱ کیلوگرم در سال اندازه‌گیری شد؛ که این شیر دارای ۴ درصد چربی و ۳.۵ درصد پروتئین است و برای ساخت پنیر مناسب می‌باشد.
در قرن بیستم، براون سوییس به عنوان یک نژاد جهانی مطرح شد، که جمعیت جهانی آن در سال ۱۹۹۰ حدود هفت میلیون راس گاو تخمین زده شد. براون سوییس از لحاظ تولید شیر در میان نژادهای گاو شیری، در رتبه دوم بعد از نژاد هولشتاین قرار می‌گیرد؛ به همین دلیل پرورش این نژاد اکنون بسیار قابل توجه است. از این نژاد برای زادگیری نیز استفاده می شود، به صورتی که تعدادی از نژادهای امروزی از این نژاد منشا گرفته‌اند. 